# Burgenländisches Priesterseminar
Das Bischöfliche Priesterseminar der Diözese Eisenstadt, häufig auch Burgenländisches Priesterseminar genannt, dient der Ausbildung der zukünftigen Diözesanpriester der Diözese Eisenstadt.

## Geschichte
Es wurde 1933 als Priesterseminar der Apostolischen Administratur des Burgenlandes gegründet und befand sich lange Zeit in der Habsburgergasse in Wien, im Gebäude des Frintaneums. Seit 2012 hat es seinen Sitz im Gebäude des Wiener Priesterseminars in der Strudlhofgasse. Regens des Priesterseminars ist Richard Tatzreiter. Die Alumnen studieren an der Universität Wien katholische Fachtheologie. Die Ausbildung im Seminar umfasst das Üben des Stundengebets, Einkehrtage, Pfarrbesuche, Spiritualitätsstunden, Bibelgespräche, Ministrantendienst bei Pontifikalämtern u. a. Das Burgenländische Priesterseminar ist ein Vollseminar.
Der Ablauf der Ausbildung ist üblicherweise folgender:
- Propädeutikum (Einführungsjahr für alle Seminaristen Österreichs mit Vorträgen, Sozialpraktikum und Bibelschule)
- Ausbildung im Seminar und Studium der katholischen Fachtheologie an der Universität Wien (Mindestdauer 10 Semester)
- Pastoralpraktikum (nach Abschluss des Studiums)
- Diakonweihe
- Priesterweihe